# Battle of Old Trafford
Battle of Old Trafford (de Slag bij Old Trafford) is de naam gegeven door de Engelse pers aan een Premier League-confrontatie op Old Trafford tussen Manchester United en Arsenal op 21 september 2003.

## Omkadering
Manchester United – Arsenal van 21 september 2003 is de boeken ingegaan als een van de meest epische duels in de geschiedenis van de Premier League. In het bijzonder deze wedstrijd tussen de rivaliserende clubs wordt als een legendarisch hoofdstuk gezien in het verhaal van het Arsenal van de Franse manager-coach Arsène Wenger, dat de Premier League zou winnen zonder te verliezen. Arsenal was bezig aan een reeks van uiteindelijk 49 competitieduels zonder nederlaag, de reeks begon tijdens het seizoen 2002/2003 thuis tegen Southampton, een 6–1 bolwassing voor de Saints.
Manchester United en Arsenal namen het eerder al tegen elkaar op in de FA Community Shield op 10 augustus 2003. Manchester United versloeg Arsenal na een strafschoppenserie.
Op het moment van de confrontatie had de toekomstige Portugese wereldster Cristiano Ronaldo nog maar pas voor United getekend. Ronaldo kwam over van Sporting CP medio augustus 2003. Ronaldo speelde als rechter middenvelder tegen Arsenal.

## Scharniermomenten

### Uitsluiting van Patrick Vieira
De ervaren scheidsrechter Steve Bennett trok acht gele kaarten en één (discutabele en controversiële) rode kaart, waardoor Manchester United – Arsenal van 2003–2004 een potige wedstrijd was waarbij beide teams met het mes tussen de tanden speelden. Tien minuten voor affluiten werd Arsenal-aanvoerder Patrick Vieira uitgesloten voor een controversiële overtreding op Ruud van Nistelrooij, die enkele minuten later een hoofdrol zou opeisen door een strafschop te missen vlak voor het laatste fluitsignaal. Van Nistelrooij sprong zelf onbeholpen op de rug van Vieira waarop de laatste natrapte. De beoordeling van de fase door Bennett werd fel gecontesteerd.

### Strafschop van Ruud van Nistelrooij
In de absolute slotseconden maaide Arsenal-veteraan Martin Keown invaller Diego Forlán neer in het zestienmetergebied, waarna Bennett een strafschop toekende en Keown de controle verloor. De Nederlander joeg de bal staalhard tegen de dwarsligger, nadat hij eerder op het seizoen al twee strafschoppen had gemist. Onmiddellijk na het missen van de strafschop ging Keown neus aan neus staan met Van Nistelrooij en beschuldigde hem van duiken, volgens Keown de reden voor de uitsluiting van Vieira. 
Keown sprong na de gemiste strafschop van Van Nistelrooij een cynisch gat in de lucht vlak naast Van Nistelrooij alsof Keown de gemiste strafschop aan het vieren was, een moment dat ook door fotografen werd vastgelegd. Van Nistelrooij en Keown moesten worden gescheiden van elkaar door spelers van beide ploegen, die op hun beurt ook met elkaar op de vuist gingen.

## Afloop
Van Nistelrooij liep aangedaan van de gebeurtenissen (ontgoocheling na het missen van de strafschop) richting kleedkamer, maar op het veld gingen de poppen aan het dansen. Cristiano Ronaldo, Ryan Giggs, Gary Neville, Mikaël Silvestre, Quinton Fortune en Rio Ferdinand namens Manchester United, en Lauren Etame Mayer, Ashley Cole, Ray Parlour en Kolo Touré namens Arsenal waren achteraf bij het incident betrokken en werden vervolgd voor hun acties.
Het scoreloos gelijkspel betekende dat Arsenals ongeslagen reeks bleef duren. In de weken die volgden op de wedstrijd werden verschillende spelers beboet door FA.

## Wedstrijdfiche
|                                 |                     |         |         |                                                                                    |
| 21 september 2003 17:00 (UTC+1) | Manchester United   | 0–0     | Arsenal | Old Trafford, Manchester Toeschouwers: 67.639 Scheidsrechter: Steve Bennett (Kent) |
| 21 september 2003 17:00 (UTC+1) | Van Nistelrooij 90' | Verslag |         | Old Trafford, Manchester Toeschouwers: 67.639 Scheidsrechter: Steve Bennett (Kent) |

| Manchester United | Arsenal |

| GK                | 14 | Tim Howard           |     |     |
| SW                | 16 | Roy Keane            | 22' |     |
| RB                | 2  | Gary Neville         |     |     |
| CB                | 5  | Rio Ferdinand        |     |     |
| CB                | 27 | Mikaël Silvestre     |     |     |
| LB                | 22 | John O'Shea          |     | 76' |
| RM                | 7  | Cristiano Ronaldo    | 84' |     |
| CM                | 3  | Phil Neville         |     |     |
| CM                | 25 | Quinton Fortune      | 90' |     |
| LM                | 11 | Ryan Giggs           |     |     |
| CF                | 10 | Ruud van Nistelrooij | 80' |     |
| Wisselspelers:    |    |                      |     |     |
| GK                | 13 | Roy Carroll          |     |     |
| MF                | 8  | Nicky Butt           |     |     |
| MF                | 19 | Éric Djemba-Djemba   |     |     |
| MF                | 24 | Darren Fletcher      |     |     |
| FW                | 21 | Diego Forlán         |     | 76' |
| Trainer:          |    |                      |     |     |
| Sir Alex Ferguson |    |                      |     |     |

| GK             | 1  | Jens Lehmann      |         |     |
| RB             | 12 | Lauren            |         |     |
| CB             | 5  | Martin Keown      | 61'     |     |
| CB             | 28 | Kolo Touré        | 54'     |     |
| LB             | 3  | Ashley Cole       |         |     |
| RM             | 15 | Ray Parlour       |         |     |
| CM             | 4  | Patrick Vieira    | 77' 80' |     |
| CM             | 19 | Gilberto Silva    |         |     |
| LM             | 8  | Freddie Ljungberg |         |     |
| CF             | 10 | Dennis Bergkamp   |         | 80' |
| CF             | 14 | Thierry Henry     |         |     |
| Wisselspelers: |    |                   |         |     |
| GK             | 33 | Graham Stack      |         |     |
| DF             | 18 | Pascal Cygan      |         |     |
| MF             | 7  | Robert Pirès      |         |     |
| MF             | 17 | Edu               |         | 80' |
| FW             | 11 | Sylvain Wiltord   |         |     |
| Trainer:       |    |                   |         |     |
| Arsène Wenger  |    |                   |         |     |